# 伊東祐久
伊東 祐久（いとう すけひさ）は、江戸時代前期の大名。日向国飫肥藩の第3代藩主。

## 略歴
第2代藩主・伊東祐慶の長男として京都にて生まれた。寛永13年（1636年）5月29日、父・祐慶の死により家督を継承する。このとき、弟・祐豊（主膳正）に3000石を分与し旗本寄合とした。翌寛永14年（1637年）の島原の乱では2500人を率いて天草に出陣した。清武郷の松井五郎兵衛に井堰建設と用水路開削の認可を与え、用水路は寛永17年3月（1640年）に完成した。正保年間、潮嶽神社の修繕を行う。慶安3年（1650年）、外ノ浦に防波堤を築く。
明暦3年（1657年）10月27日、江戸藩邸にて49歳で死去し、家督は長男・祐由が継いだ。
生前、鵜戸権現より勧進し、榎原神社の建立に着手していたが、没後の万治元年（1658年）に完成した。

## 系譜
父母
- 伊東祐慶（父）
- 大田原氏（母）

正室
- 滝川法直[1]の娘

正室
- 伊東祐由（長男）生母は正室
- 伊東祐春（三男）
- 伊東祐実（四男）生母は正室